# Sgorbia
La sgorbia è un particolare tipo di scalpello che possiede la lama, o ferro, non piano ma profilato in varie fogge. Come lo scalpello, è composta da un manico in legno dove è innestata la lama in acciaio.

## Descrizione
Esistono innumerevoli modelli e dimensioni di sgorbie: ci sono le sgorbie a profilo rotondo, con archi di curvatura più o meno ampi. Le sgorbie per incisione hanno la lama larga 4–5 mm e una profilatura con raggio di 2–3 mm. Le sgorbie da sgrosso hanno lame larghe anche 30–40 mm e raggi di curvatura molto ampi. Esistono anche sgorbie con tagliente a V per creare solchi.
L'utilizzo della sgorbia avviene percuotendola sul manico con un apposito mazzuolo di legno molto denso e duro, dalla testa zavorrata, oppure con la sola pressione della mano per i lavori di finitura. Viene utilizzata per eseguire intagli nel legno, ricci, foglie, capitellii, o per sagomare parti di mobili bombati o per eseguire sculture vere e proprie. In base al tipo di affilatura, le sgorbie si distinguono in sgorbie da incontrare o sgorbie da intagliare.

## Galleria d'immagini

Profilo tagliente rotondo
Profilo tagliente a V
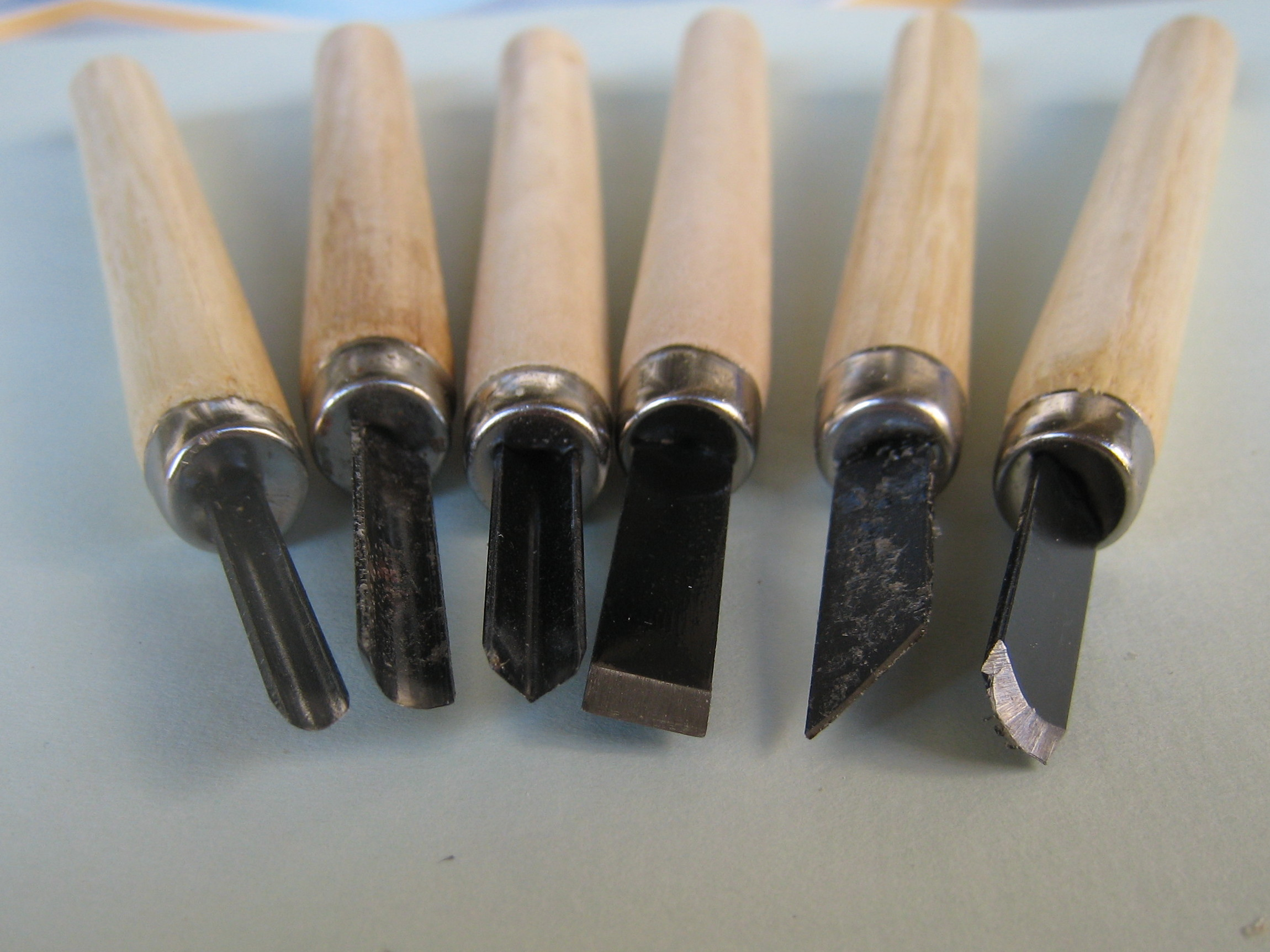
I taglienti di alcune piccole sgorbie